# Фоос, Владимир Карлович
Владимир Карлович Фоос (20.01.1951, Челябинск — 14.07.2020, Алматы) — казахстанский государственный деятель, депутат Верховного Совета (1990—1993), зам. председателя Центральной избирательной комиссии (2007—2017).
Окончил ГПТУ в г. Гудермес Чечено-Ингушской АССР (1967—1969) и Алматинский государственный университет им. Абая, специальность — юрист-правовед (1998). Член Коммунистической партии Казахстана (1984—2004).
Послужной список:
- 1969—1970 помощник машиниста тепловоза локомотивного депо станции Гудермес Северо-Кавказской железной дороги.
- 1970 помощник машиниста тепловоза Лениногорского полиметаллического комбината Восточно-Казахстанской области.
- 1970—1972 курсант школы техников Военно-Морского флота в городе Северодвинск.
- 1972—1979 мичман Северного флота в/ч 51206-А, пос. Гаджиево Мурманской области.
- 1979—1990 проходчик Риддерского рудника Лениногорского полиметаллического комбината, Восточно-Казахстанская область.

В 1990 году как передовой работник был избран в Верховный Совет Казахской ССР 12-го созыва по списку от профессиональных союзов республики. Работал в парламенте на постоянной основе, член, затем секретарь Комитета Верховного Совета Республики Казахстан по вопросам работы Советов народных депутатов, развития управления и самоуправления.
В 1993—1994 гг. консультант того же Комитета в Верховном Совете 13-го созыва.
С 1994 г. — консультант, затем заведующий юридическим отделом Центральной избирательной комиссии Республики Казахстан.
4 мая 2000 г. избран членом Центральной избирательной комиссии.
На пленарном заседании Мажилиса Парламента Республики Казахстан 25 июня 2003 года утверждён в должности секретаря Центральной избирательной комиссии Республики Казахстан.
C 17 января 2007 по 29 августа 2017 года — зам. председателя Центральной избирательной комиссии Республики Казахстан.
С 29 августа 2017 года член Центральной избирательной комиссии Республики Казахстан.
С декабря 2017 года на пенсии.
Награждён орденом «Курмет» (2006) и медалями.
Жена — Фоос Галина Витальевна (1952), дети Алексей (1974), Ольга (1976) и Михаил (1980).
Сочинения:
- Избирательная система Республики Казахстан [Текст] : [лекция] / В. К. Фоос; [отв. ред. Б. М. Каипова] ; Акад. гос. службы при Президенте РК… — Астана : [б. и.], 2004. — 22 с.